# Falscheid
Der fahrlässige Falscheid und die fahrlässige falsche Versicherung an Eides Statt bezeichnen im deutschen Strafgesetzbuch bestimmte Aussagedelikte, die begeht, wer eine der in den  §§ 154 bis 156 StGB bezeichneten Handlungen aus Fahrlässigkeit begeht, d. h. wer fahrlässig vor Gericht oder einer zur Eidesabnahme befugten Behörde eine tatsächlich falsche Aussage oder Erklärung, die er für wahr hält, auf seinen Eid nimmt. Beim Meineid und den anderen in Bezug genommenen vorsätzlichen Handlungen weiß der Erklärende dagegen, dass die betreffende Angabe nicht der Wahrheit entspricht.
Der fahrlässige Falscheid ist in § 161 StGB geregelt. Die Fahrlässigkeit kann darin liegen, dass der Täter sein Gedächtnis nicht gehörig anspannt oder sich nicht vergewissert, auf welche Aussagen sich der Eid erstreckt.
Mit Wirkung zum 5. November 2008 wurde die bis dahin in § 163 StGB enthaltene Regelung in § 161 StGB umnummeriert, außerdem zur Umsetzung des Römischen Statuts des Internationalen Strafgerichtshofs die Bestimmung des § 162 StGB neu in das Strafgesetzbuch eingefügt. Gem. Art. 70 Abs. 4 Buchstabe a in Verbindung mit Abs. 1 Buchstabe a des Statuts ist jeder Vertragsstaat verpflichtet, Strafvorschriften zum Schutz der Rechtspflege, hier Aussagedelikte, auf vorsätzliche Falschaussagen auszudehnen, die in einem beim Internationalen Strafgerichtshof (IStGH) anhängigen Verfahren im Inland oder von einem Angehörigen des Vertragsstaats im Ausland gemacht werden. § 162 Abs. 1 StGB bezieht auch den fahrlässigen Falscheid und die fahrlässige falsche Versicherung an Eides Statt für Angaben vor einem internationalen Gericht mit ein. 